# Sale (Australia)
Sale è una città australiana, situata nello Stato di Victoria, il cui territorio fa parte della contea di Wellington. Il paese dista 212 km da Melbourne.
Al censimento del 2011, Sale aveva una popolazione di 13 186 abitanti. Sale è la sede della Contea di Wellington, e la sede vescovile dell'omonima diocesi cattolica e della diocesi anglicana di Gippslan.
Sale prende il nome in onore del generale inglese Robert Sale, divenne una town nel 1924 e una city nel 1950.